# Ralf Aron
Pour les articles homonymes, voir Aron.
Ralf Aron, né le 21 mars 1998 à Tallinn, est un pilote automobile estonien. Depuis sa retraite en 2018, il est manager de Prema Powerteam en championnat d'Europe de Formule 3 régionale. 
Il est le grand frère du pilote automobile Paul Aron.

## Carrière

### Résultats en monoplace
| Saison    | Championnat                          | Écurie                   | Courses | Victoires | Pole positions | Meilleurs tours | Podiums | Points | Classement |
| --------- | ------------------------------------ | ------------------------ | ------- | --------- | -------------- | --------------- | ------- | ------ | ---------- |
| 2014      | Formule Renault 1.6 NEC              | Scuderia Nordica         | 15      | 2         | 0              | 3               | 7       | 263    | 2e         |
| 2014      | Formule Renault 1.6 Nordic           | Scuderia Nordica         | 13      | 5         | 3              | 5               | 5       | 146    | 6e         |
| 2014      | Formule Renault 1.6 NEZ              | Scuderia Nordica         | 7       | 3         | 2              | 3               | 3       | 95     | 2e         |
| 2014      | F4 italienne Trophée d'Hiver         | Prema Powerteam          | 2       | 1         | 2              | 1               | 2       | N/A    | Champion   |
| 2015      | Championnat d'Italie de Formule 4    | Prema Powerteam          | 21      | 9         | 7              | 6               | 13      | 331    | Champion   |
| 2015      | Championnat d'Allemagne de Formule 4 | Prema Powerteam          | 12      | 1         | 0              | 2               | 4       | 120    | 9e         |
| 2016      | Championnat d'Europe de Formule 3    | Prema Powerteam          | 29      | 1         | 0              | 0               | 2       | 166    | 7e         |
| 2016-2017 | MRF Challenge Formula 2000           | MRF Racing               | 2       | 0         | 0              | 0               | 0       | 120    | 9e         |
| 2017      | Championnat d'Europe de Formule 3    | Hitech GP                | 30      | 0         | 1              | 1               | 2       | 123    | 9e         |
| 2017      | Grand Prix de Macao                  | Van Amersfoort Racing    | 1       | 0         | 0              | 0               | 1       | N/A    | 3e         |
| 2018      | Championnat d'Europe de Formule 3    | Prema Theodore Racing    | 30      | 4         | 0              | 2               | 8       | 254,5  | 6e         |
| 2018      | Grand Prix de Macao                  | Theodore Racing by Prema | 1       | 0         | 0              | 0               | 0       | N/A    | 6e         |